# Czarny Potok (dopływ Skotnickiego)
Czarny Potok – potok, dopływ potoku Skotnickiego. Ma źródła na południowych stokach Przysłopu w Paśmie Radziejowej w Beskidzie Sądeckim. Najwyżej położone znajduje się na wysokości 850 m. Spływa w kierunku południowym, przed ujściem do potoku Skotnickiego zakręcając na południowy zachód. Uchodzi do niego jako lewy dopływ, na wysokości 516 m.
Orograficznie prawe zbocza doliny Czarnego Potoku tworzy południowy grzbiet Przysłopu, lewe jego grzbiet południowo-wschodni (niżej również zakręcający na południe) z wierzchołkami: Kotelnica (847 m), Cieluszki (811 m), Bereśnik (843 m), Gucka (763 m) i Bryjarka (677 m). Cała zlewnia Czarnego Potoku znajduje się na górzystym i zalesionym terenie, ale z wieloma polanami, na niektórych z nich znajdują się pojedyncze zabudowania należące do Szczawnicy. Cały bieg potoku znajduje się w granicach tego miasta w województwie małopolskim, w powiecie nowotarskim.